# Равка (река)
Ра́вка (пол. Rawka, Bolimówka) — река в Польше, правый приток Бзуры, протекает по территории Лодзинского и Мазовецкого воеводств в центральной части страны. Длина 90 км, площадь бассейна 1192 км².
Начинается к северо-востоку от города Колюшки, течёт сначала на восток до Равы-Мазовецкой, затем поворачивает на север. В низовьях протекает через сосново-дубовый лес. Впадает в нижнее течения Бзуры на высоте 77 м над уровнем моря напротив села Патоки. Основные притоки впадают справа — реки Кшеменка, Рылька, Бялька, Корабевка.
Территория долины реки на протяжении 97 километров от Колюшек до Бзуры с 1983 года входит в состав охраняемой природной территории «Равка». На этой территории отмечено 350 видов растений, в том числе плауны годичный и булавовидный, плющ обыкновенный, копытень европейский, кувшинка белая и другие. В реке произрастает 360 видов водорослей; обитает 39 видов рыб (включая обыкновенного гольяна, обыкновенного подкаменщика и европейскую ручьевую миногу).
На Равке расположен город Рава-Мазовецка.
Название реки происходит от праиндоевропейского слова Rawa — 'медленно текущая'.
В XI веке на реке находились бобровые ловы.